# Cara Mia
«Cara Mia» — итальянская песня. Название песни переводится «моя любимая». 
Английский певец Дэвид Уитфилд записал эту песню в 1954 году, и она стала очень популярной в США и особенно Великобритании, где продержалась на первой строчке чартов 10 недель подряд. Cara Mia стала одной из наиболее продаваемых среди представителей эпохи до рок-н-ролла: в мире было продано свыше миллиона копий. Авторство было приписано неким «Tulio Trapani and Lee Lange», которые на самом деле оказались дирижёром Мантовани и продюсером Уитфилда Банни Льюисом.
В 1965 году свою версию песни записали Jay and the Americans, став № 4 в американском чарте.

## Исполнители этой песни
- David Whitfield (with Mantovani and His Orchestra) (1954)
- Jay and the Americans (1965)
- Mario del Monaco (with Mantovani and His Orchestra)
- Gordon Macrae
- Jose Carreras
- Richard Clayderman
- Josef Locke
- Frank Patterson
- Джин Питни
- Nikolai Volkoff
- Slim Whitman
- The Johnny Mann Singers

Дополнительно:
- Matti ja Teppo (1976, на финском языке)